# The Idle Race
The Idle Race fue una banda británica originaria de Inglaterra, activa desde la década de 1960 hasta comienzos de la década de 1970, que tuvo una importancia en la historia del pop rock, teniendo poco éxito comercial, y fue una de las primeras bandas de Jeff Lynne. Este grupo hace referencia a bandas como "The Nightriders", Steve Gibbons Band, The Move, Electric Light Orchestra. A pesar de su corta historia, se destacaron en la música psicodélica, con tres álbumes lanzados.
Formados en Birmingham, Idle Race deriva de una banda previa llamada "Mike Sheridan & The Nightriders", compuesta por el vocalista Mike Sheridan, el guitarrista líder Roy Wood, el guitarrista rítmico Dave Pritchard, el bajista Greg Masters y el baterista Roger Spencer

## Historia

### Inicios y orígenes de la banda
Creado en 1963, el grupo se rompió dos años después cuando, ante la falta de éxito comercial, Sheridan buscó otros cauces musicales y Wood se marchó para fundar un nuevo conjunto, los posteriormente famosos The Move.
Los restantes miembros decidieron continuar juntos, pasando Pritchard a la voz principal. 
Para recomponer la formación tenían que localizar un guitarrista líder. El elegido fue Johnny Mann, antiguo miembro de The Vikings, la banda de Carl Wayne. 
Mann duró poco en la banda, y en 1966 un nuevo componente se unió a los Nightriders, el cantante y guitarra líder Jeff Lynne.
El poderío compositivo de Lynne, quien también sustituyó como cantante a Pritchard, poco a poco fue convirtiéndole en el líder del grupo. 
Rebautizados como Idle Race y adoptando la psicodelia como principal referencia sonora, la banda publicó su primer sencillo en Liberty Records, “The Imposters of Life’s Magazine”, una excelente canción de enérgico ritmo que pasó sin pena ni gloria en las tiendas de discos pero que comenzó a llamar la atención de varios músicos británicos. 
Entre ellos el propio Roy Wood, que inició una amistad con Lynne, sintiendo ambos una admiración mutua por sus respectivos trabajos.
Su segundo sencillo fue “The Skeleton and the Roundabout”, canción que abría su primer LP, el fantástico “The Birthday Party” (1968), sorprendente trabajo psicodélico con una apreciable labor en la producción y arreglos, y unas interesantes líricas de muy distinta gradación, sin olvidar la perfección melódica que siempre otorga Jeff Lynne a sus temas. 
Los otros singles extraídos de “The Birthday Party”, un LP de portada desplegable, fueron “End of the Road” y “I Like My Toys”. 
Una de sus canciones, “Morning Sunshine”, recordaba a las piezas de folk lisérgico de Marc Bolan, quien se convirtió en uno de los mejores amigos de Lynne, colaborando con posterioridad en varias ocasiones (grabó con Lynne varios temas de la ELO, como “Auntie (Ma Ma Ma Belle Pt. 2)” o “Everybody’s born to Die”), y apareciendo en las sesiones de grabación del grupo como espectador. 
Idle Race interpretaron en vivo y en formato eléctrico una de las composiciones más conocidas de Marc en la época Tyrannosaurus Rex: “Deborah”. 
Después de la grabación de este primer álbum, Roy Wood le propuso a Jeff Lynne que se uniera a The Move para sustituir a Trevor Burton, quien decidió dejar el grupo en 1969. 
Lynne rechazó la oferta y el encargado para reemplazar a Burton en The Move fue Rick Price.
Jeff deseaba continuar con The Idle Race, conseguir el éxito comercial tras las magníficas críticas recibidas por su LP debut y el respeto de sus compañeros de profesión.
“The Idle Race” (1969) fue el segundo disco del grupo y el primero producido en solitario por Lynne. Con temas como “Come With Me”, “Please No More Sad Songs” o “Girl At The Window”, y un sonido más accesible y menos experimental, “The Idle Race” fue otro muestrario ejemplar de psicodelia inglesa 60's, muy influenciado por los Beatles y reposado en la innata facultad melódica de Lynne.
De nuevo el álbum volvió a ser alabado por la crítica británica de la época y otra vez no cosechó los resultados comerciales esperados, hecho que desesperaba a Jeff, quien entonces aceptó la oferta de Roy Wood y se incorporó a The Move en 1970, banda que terminó evolucionando en la Electric Light Orchestra.
El rumbo de The Idle Race cambió por completo con la marcha de Jeff Lynne. Sus compañeros prosiguieron con el proyecto, ahora con el añadido del cantante Dave Walker y el guitarrista y vocalista Mike Hopkins (exmiembro de Lemon Tree y The Diplomats). 
Tras los sencillos “In the Summertime” (versión del famoso tema de Mungo Jerry) y “Neanderthal Man” (adaptación de Hotlegs, los futuros 10 C.C.), publicaron “Time Is” (1971), un tercer LP con producción de Don Arden y el dominio en la composición de Dave Pritchard.
El disco, con resonancias folk y blues, resultó inferior a sus dos primeras obras, pasó inadvertido y provocó la separación del grupo. 
Con posterioridad, el bajista Greg Masters intentó junto al cantante y guitarrista Steve Gibbons retomar el curso de Idle Race, derivando finalmente en la Steve Gibbons Band, formados por Steve Gibbons, Trevor Burton, Bob Wilson, Dave Carroll y Bob Lamb.

## Discografía

### Álbumes
1. The Birthday Party (octubre de 1968) (lanzado en UK y en US)
2. Idle Race (November 1969) (solo en UK)
3. Time Is (1971) (solo en UK)

### Sencillos
- "Here We Go 'Round the Lemon Tree"/"My Father's Son" (not issued in UK but issued in Europe and US) 1967
- "Imposters of Life's Magazine"/"Sitting in My Tree" (Liberty LBF 15026) October 1967 (UK only)
- "The Skeleton and the Roundabout"/"Knocking Nails Into My House" (Liberty LBF 15054) February 1968 (UK only)
- "The End of the Road"/"Morning Sunshine" (Liberty LBF 15101) June 1968 (UK only)
- "I Like My Toys"/"Birthday" (Liberty LBF 15129) 1968 *Unissued*
- "Days of Broken Arrows"/"Worn Red Carpet" (Liberty LBF 15218) April 1969 (UK only)
- "Come With Me"/"Reminds Me of You" (Liberty LBF 15242) July 1969 (UK only)
- "In the Summertime"/"Told You Twice" (not issued in UK or US but issued in other countries) 1969
- "Neanderthal Man"/"Victim of Circumstance" (not issued in UK or US but issued in Canada) 1970
- "Dancing Flower"/"Bitter Green" (Regal Zonophone RZ 3036) 1971 (UK only)

### Compilaciones (sólo en CD)
- Impostors of Life's Magazine (Daffodil DDAF10046) 1974 (2-record set, Canada)
- Best of Idle Race Featuring Jeff Lynne 1990 (1 CD, UK only)
- Jeff Lynne - A Message From The Country 1968-1973 1990 (1 CD) Also features tracks by The Move and the Electric Light Orchestra - there is a companion disc, You Can Dance the Rock and Roll which focuses on Lynne's Move and ELO bandmate Roy Wood.
- Back to the Story 1996 (Re-issued 2007, 2 CD)
- A new, 5-disc Idle Race box set is also in the works, although a release date has yet to be determined.